# Парламентские выборы в Антигуа и Барбуде (2004)
Парламентские выборы в Антигуа и Барбуде проходили 23 марта 2004 года для избрания членов Палаты представителей парламента Антигуа и Барбуды. В результате оппозиционная Объединённая прогрессивная партия одержала победу над правящей Лейбористской партией. Болдуин Спенсер, лидер UPP, сменил Лестера Бёрда на посту премьер-министра Антигуа и Барбуды, при этом Бёрд стал одним из восьми депутатов-лейбористов, потерявших своё парламентское место.
Бёрд был премьер-министром с 1994 года, когда он сменил своего отца, Вере Бёрда, который был премьер-министром после обретения страной независимости в 1981 году, ранее занимая пост главного министра или премьер-министра Антигуа с 1960 года, за исключением периода 1971—1976 годов.

## Избирательная кампания
Газета The Jamaica Observer отметила, что "правительство Бёрда сильно пострадало из-за скандалов, которые в последние годы были связаны с обвинениями во взяточничестве, нецелевом использовании средств национального плана медицинского страхования и обвинениями 13-летней девочки, которую Бёрд и его брат использовали для секса и для приобретения кокаина. 72-летний Бёрд отверг последние обвинения и организовал расследование, которое не нашло никаких доказательств ".
Брат Бёрда, Вере Бёрд-младший, был обвинён в причастности к Медельинскому картелю в 1989 году. Он потерял свой пост в кабинете министров, но не был привлечён к ответственности. 

## Ход выборов
Группа наблюдателей от Карибского сообщества высоко оценила мирное голосование и сказала, что результаты «чётко отражают волю народа». Среди рекомендаций наблюдатели призвали Избирательную комиссию укрепить свою независимость. Предыдущие выборы на Антигуа и Барбуде сопровождались утверждениями о нарушениях на выборах в пользу правительства.

## Результаты
Голосование на Барбуде закончилось ничьей между Народным движением Барбуды, союзником Объединённой прогрессивной партией, и Барбудским народным движением за перемены, союзником Лейбористской партии, при этом каждый кандидат получил по 400 голосов. Дополнительные выборы были проведены 20 апреля, на которых был избран Тревор Уокер из Народного движения Барбуды с 408 голосами против 394 голосов за кандидата Барбудского народного движения за перемены, Артура Ниббса.
|                                                                                  |                                       |        |       |       |       |  |  |  |  |
| Партия                                                                           | Партия                                | Голоса | %     | Места | +/-   |  |  |  |  |
|                                                                                  | Объединённая прогрессивная партия     | 21 892 | 55,50 | 12    | +8    |  |  |  |  |
|                                                                                  | Лейбористская партия                  | 16 544 | 41,94 | 4     | -8    |  |  |  |  |
|                                                                                  | Народное движение Барбуды             | 400    | 1,01  | 1     | 0     |  |  |  |  |
|                                                                                  | Народное движение Барбуды за перемены | 400    | 1,01  | 0     | новая |  |  |  |  |
|                                                                                  | Независимые                           | 209    | 0,53  | 0     | 0     |  |  |  |  |
| Всего                                                                            | Всего                                 | 39 445 | 100   | 17    | 0     |  |  |  |  |
| Действительных бюллетеней                                                        | Действительных бюллетеней             | 39 445 | 99,54 | -     | -     |  |  |  |  |
| Недействительных/пустых бюллетеней                                               | Недействительных/пустых бюллетеней    | 184    | 0,46  | -     | -     |  |  |  |  |
| Всего голосов                                                                    | Всего голосов                         | 39 629 | 100   | -     | -     |  |  |  |  |
| Зарегистрированных избирателей / Явка                                            | Зарегистрированных избирателей / Явка | 43 456 | 91,19 | -     | -     |  |  |  |  |
| Источники: Caribbean Elections Архивная копия от 29 июня 2021 на Wayback Machine |                                       |        |       |       |       |  |  |  |  |